# لیتل بریک‌هیل
لیتل بریک‌هیل (به انگلیسی: Little Brickhill) یک روستا و محله مدنی در بریتانیا است که در میلتون کینز واقع شده‌است. لیتل بریک‌هیل ۴۰۷ نفر جمعیت دارد.